# Брюэ-сюр-л’Эско
Брюэ́-сюр-л’Эско́ (фр. Bruay-sur-l'Escaut) — коммуна во Франции, регион О-де-Франс, департамент Нор, округ Валансьен, кантон Анзен. Пригород Валансьена, расположен в 6 км к северу от центра города, на левом берегу реки Шельда (Эско), в 8 км от автомагистралей А23 и А2. В прошлом центр добычи угля.
Население (2017) — 11 449 человек.

## Экономика
Структура занятости населения:
- сельское хозяйство — 0,1 %
- промышленность — 11,9 %
- строительство — 12,7 %
- торговля, транспорт и сфера услуг — 31,4 %
- государственные и муниципальные службы — 43,9 %

Уровень безработицы (2017) — 25,3 % (Франция в целом — 13,4 %, департамент Нор — 17,6 %). 

Среднегодовой доход на 1 человека, евро (2017) — 15 680 (Франция в целом — 21 110, департамент Нор — 19 490).

## Демография
Динамика численности населения, чел.

## Администрация
Пост мэра Брюэ-сюр-л’Эско с 2014 года занимает Сильвия Дюамель (Sylvia Duhamel), член Совета департамента Нор от кантона Анзен. На муниципальных выборах 2020 года возглавляемый ею независимый блок одержал победу, набрав в 1-м туре 62,74 % голосов.
| Период | Период | Фамилия         | Партия                  | Примечания                                                 |
| ------ | ------ | --------------- | ----------------------- | ---------------------------------------------------------- |
| 1975   | 1988   | Берт Мануврье   | Коммунистическая партия |                                                            |
| 1989   | 2014   | Жак Марисьо     | Социалистическая партия | директор школы, член Генерального совета департамента      |
| 2014   |        | Сильвия Дюамель | Разные правые           | специалист в области образования, член Совета департамента |

## Города-побратимы
- Вальтерсхаузен, Германия

## Галерея

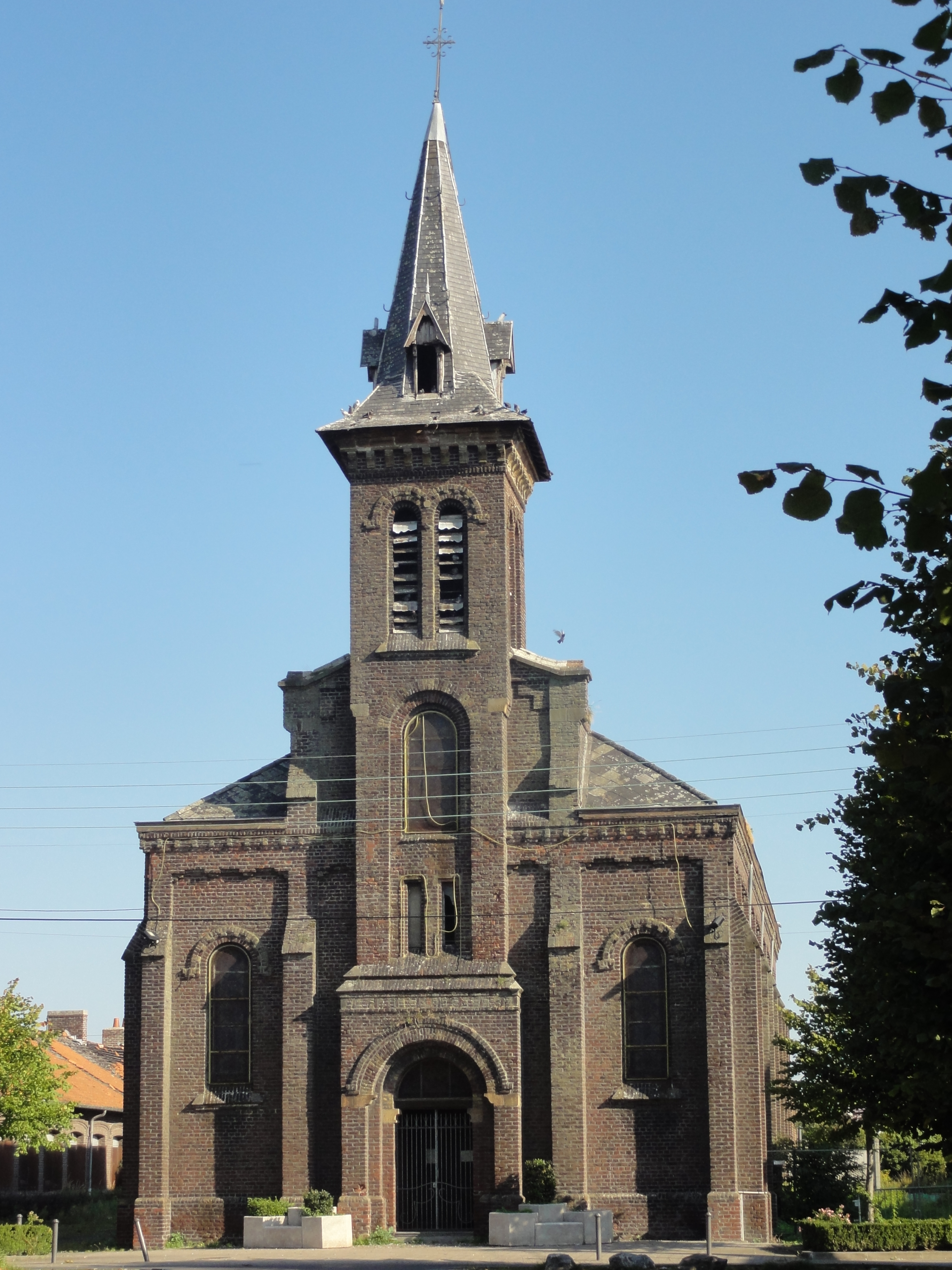
Церковь Святого Адольфа
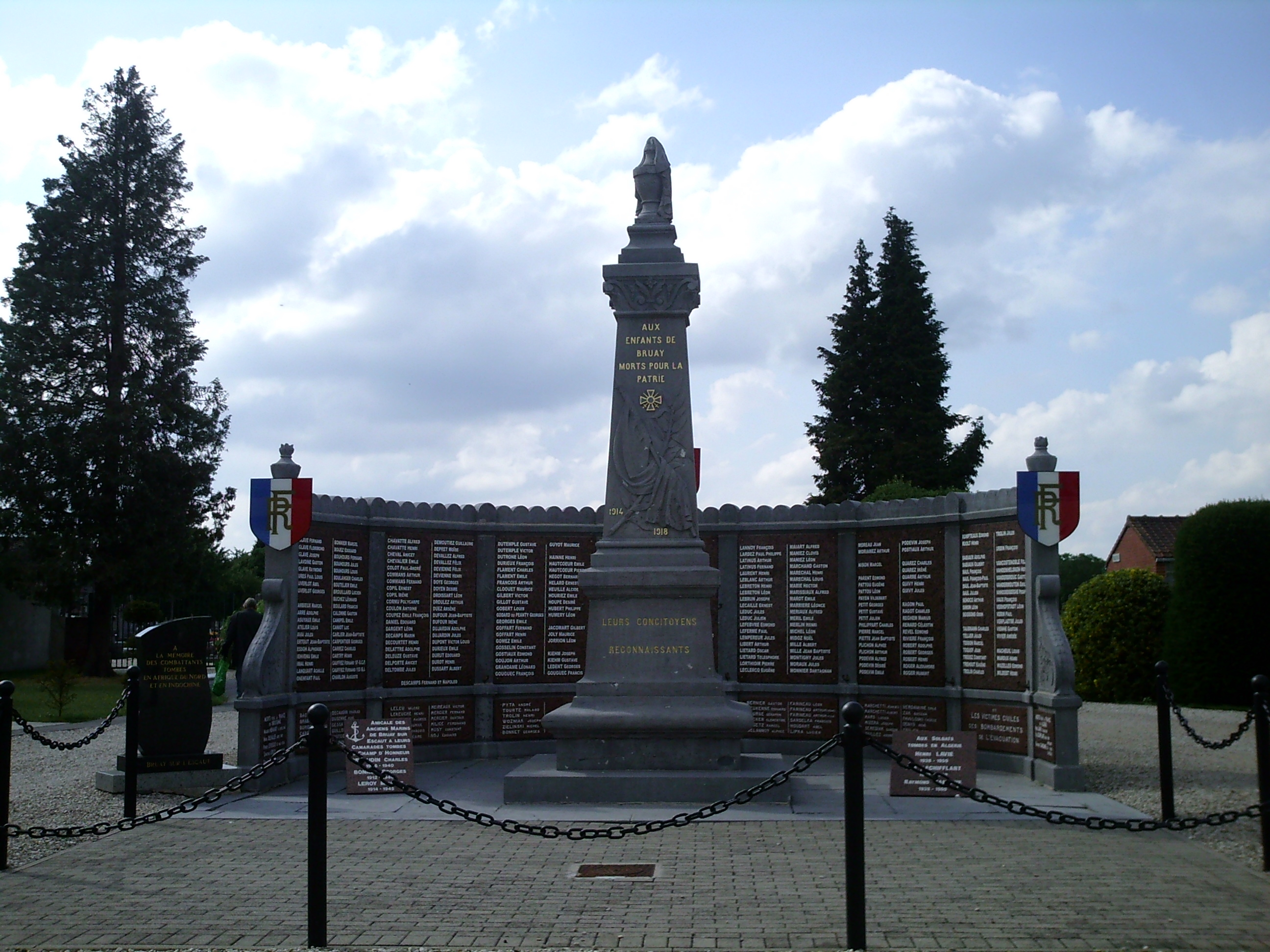
Памятник павшим воинам